# Yannick
Yannick is een voornaam voor jongens. In Zwitserland komt de naam ook als meisjesnaam voor.  De naam is afgeleid van de Bretonse naam Yann, die is afgeleid van de naam Johannes, die "God is genadig" betekent. De naam is vooral populair in Franstalige landen.
Alternatieve schrijfwijzen zijn onder meer: Janick, Janik, Jannick, Jannik, Yanick, Yanniek, Yanik, Yannich, Yannik, Yannic en Yannick.

## Bekende naamdragers
- Yannick Bastos, Luxemburgse voetballer
- Yannick M'Bolo, Franse zanger-rapper die bekendstaat onder de naam Yannick
- Yannick Dalmas, Franse autocoureur
- Yannick Mertens, Belgische tennisser
- Yannick Noah, Franse tennisser en zanger
- Yannick Pelletier, Zwitserse schaker
- Yannick Stopyra, Franse voetballer
- Yannick van de Velde, Nederlandse acteur
- Yannick Carrasco, Belgische voetballer